# Cachucha (danza)

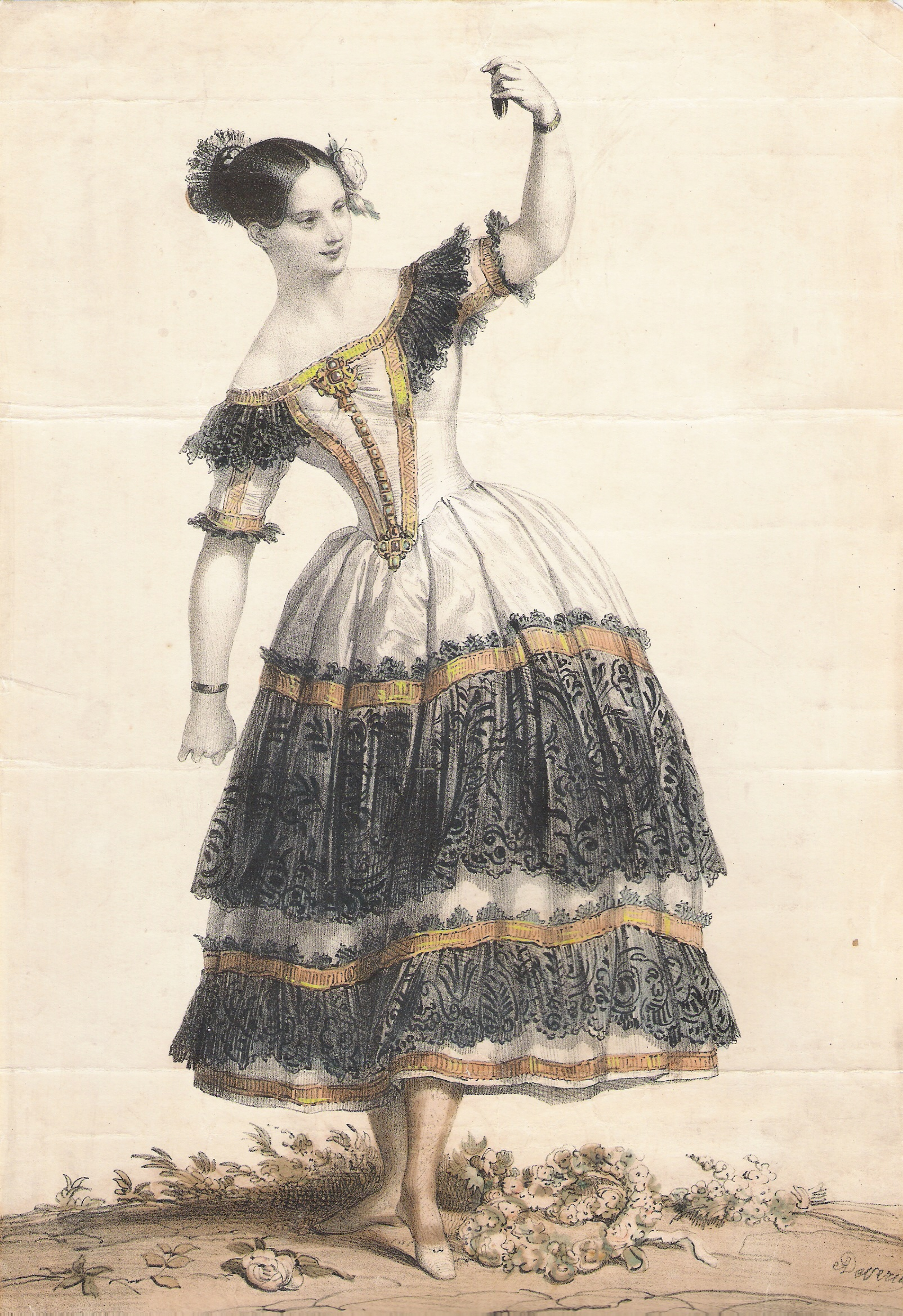
Fanny Elssler en la cachucha de Le Diable boiteux (El diablo cojuelo), París 1836.

La cachucha es una danza española del siglo XIX, que se acompaña con guitarra y castañuelas. Es una variante andaluza del bolero.

## Importancia
La cachucha fue escrita por primera vez para la ópera española en tres actos El disparate o La obra de los locos de Félix Máximo López (1742-1821), primer organista de la Real Capilla. 
Fue dada a conocer internacionalmente por Fanny Elssler, en París, en el ballet de 1836 «Le Diable boiteux» (El diablo cojuelo), de Eugene Coralli (1779-1854). Desde entonces, la fama de esta bailarina ha quedado ligada para siempre a este número.
El celebérrimo compositor de valses Johann Strauss I no pudo resistirse a adaptar la misma cachucha de El diablo cojuelo al ritmo del galop, obteniendo así su Cachucha-galopp. Incluso Gilbert y Sullivan, en su opereta «The Gondoliers» (Los gondoleros) incluyen una cachucha además de otras danzas españolas, como un fandango y un bolero propiamente dicho.
La cachucha de Coralli ha permanecido hasta el día de hoy en el repertorio de las mejores compañías de ballet, como por ejemplo en la Mariinski.